# یسر
یسر (به عربی: یسر) یک شهرداری در الجزایر است که در استان بومرداس واقع شده‌است. یسر ۲۷٬۹۹۰ نفر جمعیت دارد.